# Salomão Barbosa Ferraz
Dom Salomão Barbosa Ferraz (* 18. Februar 1880 in Jaú, Brasilien; † 11. Mai 1969) war ein brasilianischer Geistlicher und katholischer Bischof in Brasilien.

## Leben
Salomão Ferraz war der Sohn von Belarmino Augusto Ferraz und Maria Santana Barbosa. Er gehörte zunächst der presbyterianischen Kirche an. 1917 ließ er sich für die anglikanische Kirche zum Priester weihen. 1936 gründete er die Iglesia Católica Libre (Vorläufer der heutigen Igreja Católica Apostólica Independente do Brasil) und wurde zu ihrem ersten Bischof gewählt, jedoch nicht geweiht. Er war verheiratet und Vater von sieben Kindern.
Im Alter von 65 Jahren wurde Salomão Ferraz durch den früheren römisch-katholischen Bischof von Botucatu, Carlos Duarte Costa, am 18. Juli 1945 zum Priester und am 15. August 1945 zum Bischof geweiht. In der kurz zuvor, am 6. Juli 1945 in Rio de Janeiro, durch Duarte Costa gegründeten Igreja Católica Apostólica Brasileira amtierte er als erster Diözesanbischof von São Paulo. 
Am 8. Dezember 1959 wurde Salomão Ferraz unter Papst Johannes XXIII. in die volle Gemeinschaft mit der römisch-katholischen Kirche aufgenommen. Am 10. Mai 1963 wurde er, inzwischen 83-jährig, zum Titularbischof von Eleutherna ernannt. Da die Gültigkeit der durch Duarte Costa gespendeten Bischofsweihe nicht in Frage stand, wurde auf eine erneute Weihe sub conditione verzichtet. Er nahm an allen vier Sitzungsperioden des Zweiten Vatikanischen Konzils als Konzilsvater teil. Nach fast 24-jährigem Episkopat starb er am 11. Mai 1969 im 90. Lebensjahr. 